# Natural Man (альбом)
Natural Man — збірка пісень американського блюзового співака і гітариста Дж. Б. Ленора, випущена у 1970 році лейблом Chess. Альбом вийшов у серії «Chess Vintage Series».

## Опис
Ця збірка вийшла у 1970 році у серії «Chess Vintage Series» і включає 14 пісень, записаних Дж. Б. Ленором у 1950-х роках в основному на Checker, дочірньому лейблі Chess; також тут є два записи, зроблені на Parrot, які були придбані Chess. У більшості записів Ленору акомпанують альт-саксофоніст Алекс Еткінс, тенор-саксфоністи Ернест Коттон і Лоренцо Сміт, піаніст Джо Монтгомері, басист Віллі Діксон і ударник Ел Гелвін. Серед пісень «Don't Touch My Head» і «Eisenhower Blues»; пісні «Natural Man», «Don't Dog Your Woman» і «Everybody Wants to Know» тут випущені вперше.

## Список композицій
1. «Natural Man» (Дж. Б. Ленор) — 2:33
2. «Don't Dog Your Woman» (Дж. Б. Ленор) — 3:12
3. «Let Me Die with the One I Love» (Алекс Еткінс, Дж. Б. Ленор) — 2:11
4. «Carrie Lee» (Дж. Б. Ленор) — 2:41
5. «Mama, What About Your Daughter» (Дж. Б. Ленор) — 2:28
6. «If I Give My Love to You» (Дж. Б. Ленор) — 2:37
7. «Five Years» (Дж. Б. Ленор) — 2:45
8. «Don't Touch My Head» (Дж. Б. Ленор) — 2:16
9. «I've Been Down So Long» (Дж. Б. Ленор) — 3:14
10. «What Have I Done» (Алекс Еткінс, Дж. Б. Ленор) — 3:07
11. «Eisenhower Blues» (Дж. Б. Ленор) — 2:51
12. «Korea Blues» (Дж. Б. Ленор) — 2:49
13. «Everybody Wants to Know» (Дж. Б. Ленор) — 2:16
14. «I'm in Korea» (Дж. Б. Ленор) — 3:07

## Учасники запису
- Дж. Б. Ленор — вокал, гітара
- Лерой Фостер — гітара (4, 12)
- Алекс Еткінс — альт-саксофон (1—3, 5—11, 13, 14)
- Ернест Коттон (1—3, 5—10, 13), Лоренцо Сміт (11, 14) — тенор-саксофон
- Джо Мотгомері (1—3, 5—11, 13, 14), Санніленд Слім (4, 12) — фортепіано
- Віллі Діксон — контрабас (1—3, 5—9, 14)
- Ел Гелвін (1—3, 5—11, 13, 14), Альфред Воллес (4, 12) — ударні

Технічний персонал
- Т. Т. Свон — продюсер, укладач і редактор
- Малколм Чісголм — інженер
- Гері Райс — асистент інженера
- Кеті Свон — дизайн (альбом)
- Рей Флерлейдж — фотографія